# Mercedes-Benz Vaneo
Vous lisez un « bon article » labellisé en 2023.
Le Mercedes-Benz Vaneo est un ludospace familial conçu par le constructeur automobile allemand Mercedes-Benz, produit de septembre 2001 à juin 2004. Sa commercialisation a duré jusqu'à la mi-2005, et les premiers prototypes ont été conçus en 1999 pour des tests routiers. Il est basé sur la Classe A W168 de 1997.
Grâce à son capot court, il dispose d'un grand habitacle pour une longueur réduite et peut ainsi avoir jusqu'à sept sièges. Il propose plusieurs options permettant aux familles de voyager confortablement. Une version fourgonnette tôlée, nommée Vaneo Van, est également destinée aux artisans et représentants de commerce. Malgré les efforts du constructeur, les ventes du Vaneo ne répondent pas à ses attentes, le véhicule ne faisant pas le poids face à ses concurrents, notamment français, tels que les Renault Kangoo et Citroën Berlingo. Le Vaneo est donc arrêté trois ans après son lancement, 55 000 exemplaires environ ayant été fabriqués. Il n'a pas de successeur dans les années qui suivent. Il faut attendre 2012 pour voir le Citan faire son apparition. Conçu en collaboration avec Renault, celui-ci devient le successeur indirect du Vaneo, après sept ans sans fabrication de ludospace.
Le nom « Vaneo » est dérivé du mot « Van », utilisé en allemand pour désigner les automobiles de type monospace. Son nom de code interne est W414.

## Historique

### Conception et développement
Mercedes-Benz veut créer un utilitaire léger destiné aux familles, avec un habitacle beaucoup plus spacieux. Le constructeur produit le Vaneo sur la base de la Classe A W168 de 1997. Ses principaux concurrents en Europe sont le Renault Kangoo I, le Citroën Berlingo I et le Peugeot Partner I, l'Opel Combo B et le Fiat Doblò.
| Images externes |                                                                    |
|                 | Un prototype Vaneo faisant des essais de stabilité « moose test ». |
|                 | Un prototype Vaneo montant une côte de 20 %.                       |

Les premiers prototypes du Vaneo sont conçus en 1999. Des essais routiers sont menés dans l'extrême nord de la Suède, avec circulation sur neige et sur glace. Pour corriger les problèmes de roulis connus sur la Classe A W168, de nombreux réglages autour du châssis et des différents systèmes électroniques comme le correcteur électronique de trajectoire (ESP) et le système anti-blocage des roues (ABS) sont effectués, notamment avec le test de la baïonnette et divers essais sur des pentes fortes. La durabilité et la résistance des matériaux par grand froid y sont également testées.
La production du Vaneo s'effectue ensuite dans l'usine automobile de Ludwigsfelde, près de Berlin.

### Présentation, lancement et améliorations
La présentation officielle du Vaneo a lieu au salon de l'automobile de Francfort, en septembre 2001, en même temps que celui de la sportive Classe SL R230. Le mois suivant voit le lancement du Vaneo en Allemagne ; sa commercialisation se fait à partir de janvier 2002 pour le reste de l'Europe. Hors de ce continent, il n'est commercialisé dans aucun autre pays.
Juin 2002 voit l'ajout d'un nouveau système audio, avec quatre haut-parleurs et une enceinte centrale pour la lecture de DVD (en option). En octobre 2002, un nouvel autoradio modèle « Sound Pro 40 » avec lecteur CD, MP3 et navigation GPS avec accès sur le portail en ligne de Mercedes-Benz remplace le précédent. Un système de kit mains libres est fourni en option. Sièges chauffants et accoudoirs avant en cuir de couleur anthracite sont aussi en option. Des nouvelles peintures sont également proposées : la « Unilack Noir » et la métallisée « Gris Perlit »,.
En avril 2003 sort la série spéciale « Spring », puis en octobre de la même année, la série spéciale « La Vida ». Toutes deux ne sont offertes que sur le marché allemand,.

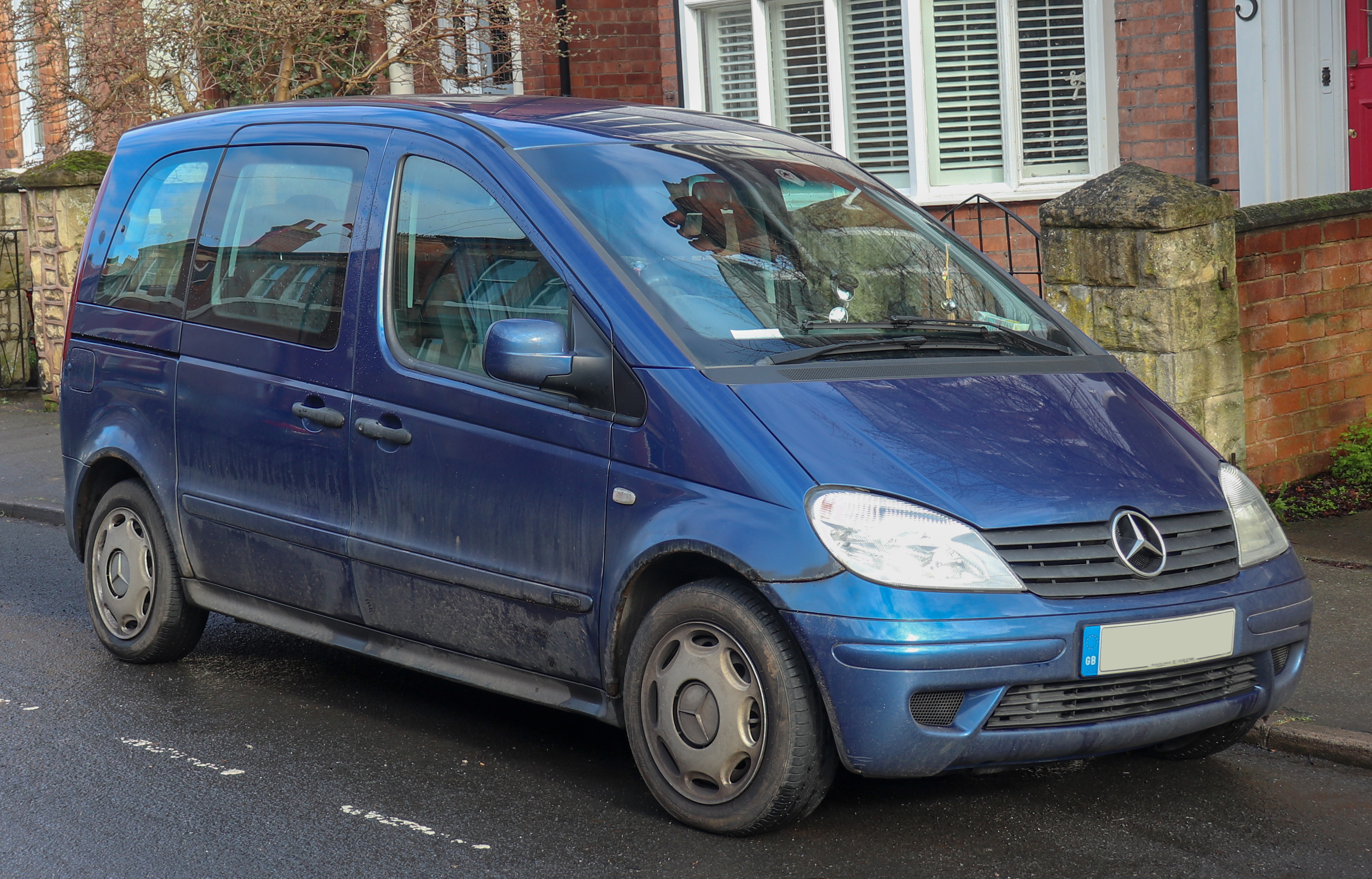
Vue avant du Vaneo.
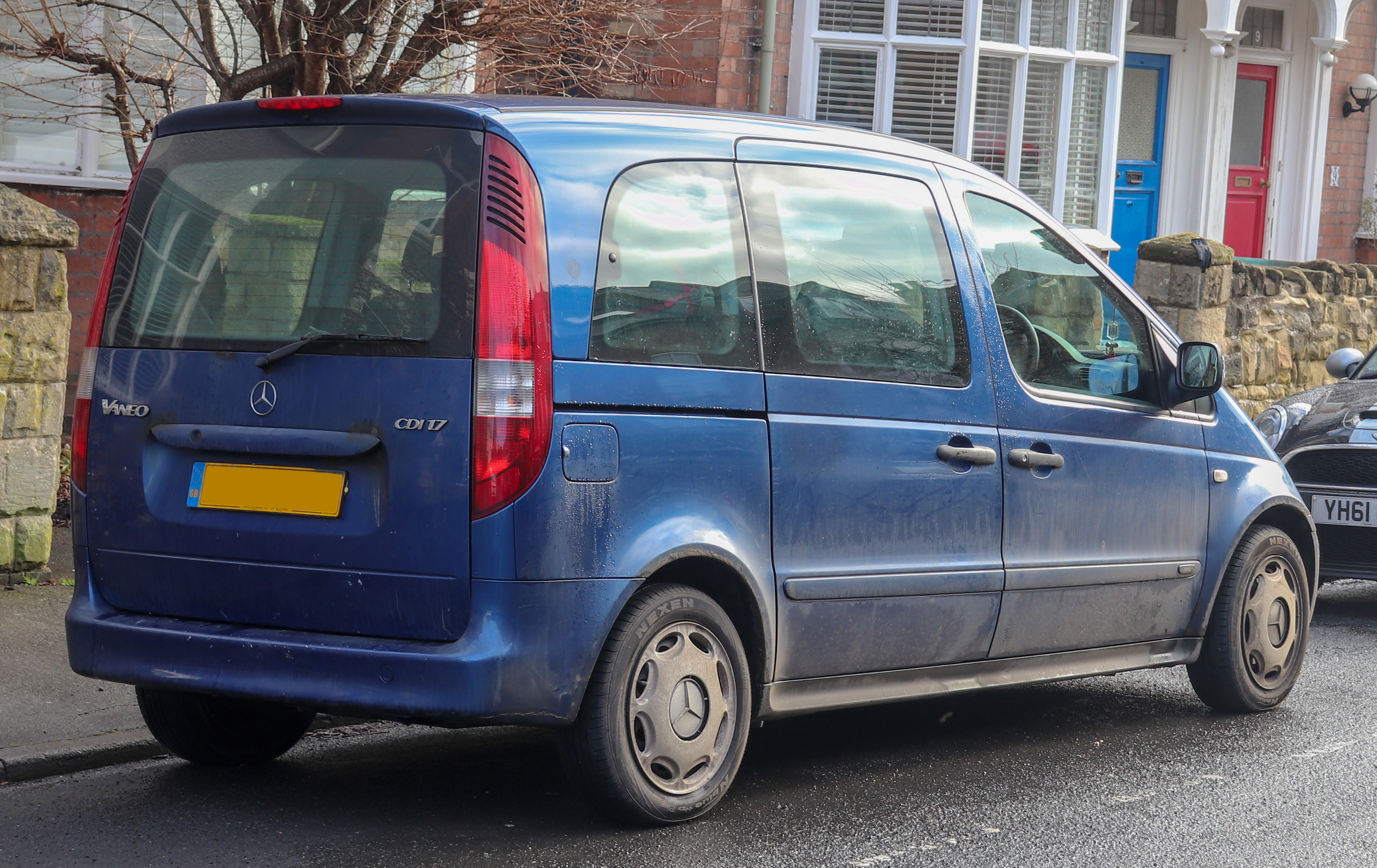
Vue arrière du Vaneo.

### Arrêt et succession

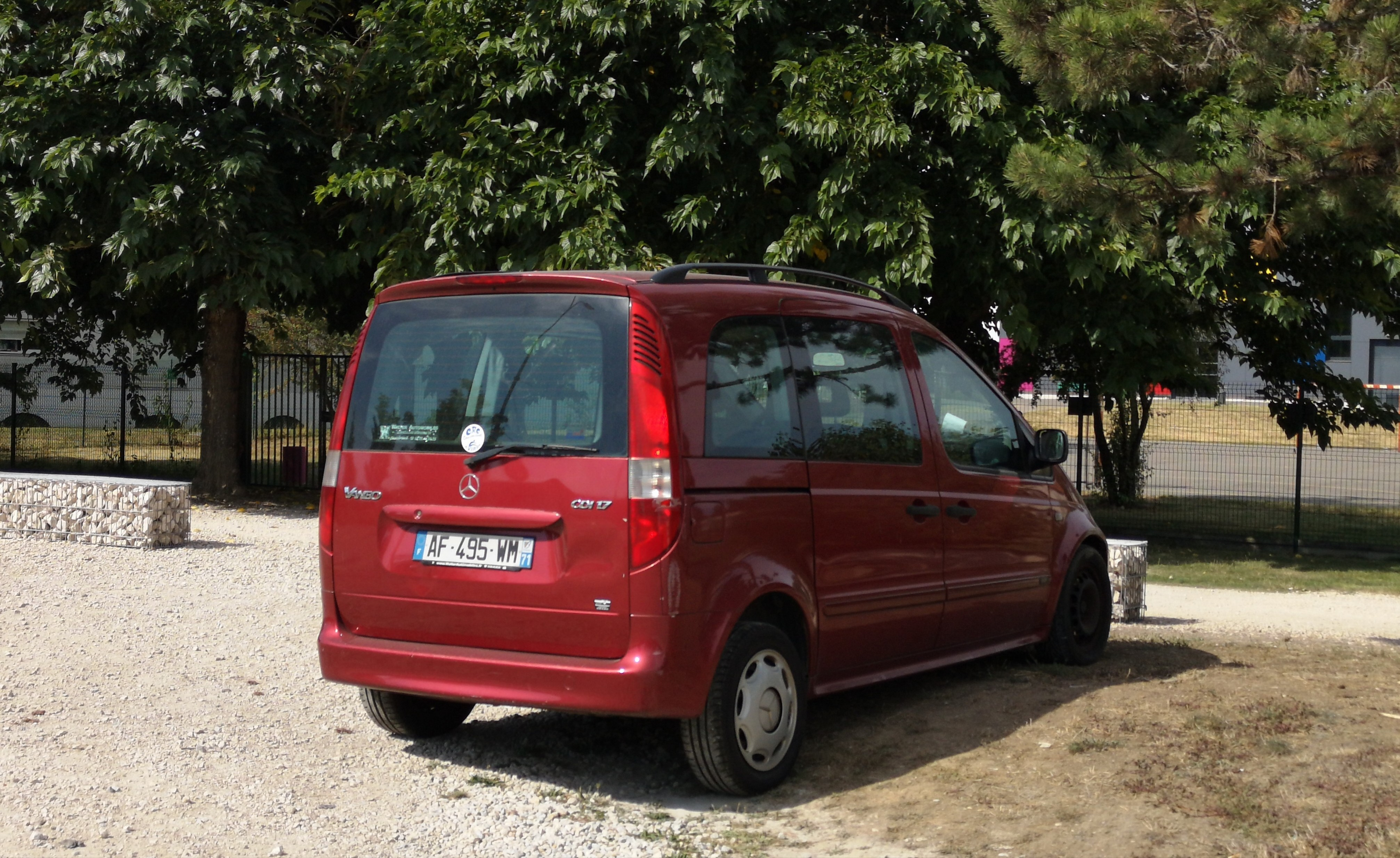
Vue arrière d'un Vaneo.

En 2003, seuls 12 000 véhicules ont été immatriculés, dont près de 7 000 en Allemagne ; c'est-à-dire moins de la moitié des unités initialement prévues pour l'année. Si le Vaneo est bien accueilli en Allemagne, il s'avère difficile à vendre dans le reste de l'Europe : il se heurte à des alternatives techniquement plus simples et moins chères, particulièrement à celles proposées par les constructeurs français. Les familles et artisans se tournent plutôt vers des modèles comme le Renault Kangoo I ou l'Opel Combo B. Les ventes insuffisantes du véhicule ne correspondent pas aux attentes de Mercedes-Benz, qui décide donc d'arrêter la production en juin 2004. Cependant, la commercialisation des exemplaires produits sera poursuivie jusqu'en octobre 2005. Au total, environ 55 000 Vaneo auront été fabriqués,.
Aucun successeur direct du Vaneo n'est présenté jusqu'en février 2012, qui voit la sortie du Citan, basé sur le Renault Kangoo II. Celui-ci est commercialisé à partir d'octobre 2012 avec plusieurs types de modèles, moteurs et longueurs.
Le monospace compact Mercedes-Benz Classe B, produit à partir de 2005, constitue également un successeur indirect du Vaneo.

## Les différentes versions

### Modèles de base et descriptions
Cinq versions du Vaneo sont proposées. Elles sont nommées Vaneo, Vaneo 1.6, Vaneo 1.9, Vaneo CDI et Vaneo CDI 1.7.
Le Vaneo dispose de surfaces vitrées tout autour de l'habitacle. Celui-ci dispose d'un grand espace utilisable de 3 000 litres, et offre jusqu'à un total de sept sièges selon les finitions, mais dont les deux du fond ne peuvent accueillir que des enfants. Le capot court et la partie arrière verticale permettent de maximiser l'espace intérieur. Le concept d'aménagement dit sandwich, inventé pour la Mercedes-Benz Studie-A de 1991, puis repris sur la Classe A W168 est à nouveau utilisé sur le Vaneo. Avec les sièges arrière retirés, l'espace de chargement disponible passe à trois mètres cubes. De plus, la deuxième porte coulissante standard facilite l'accès à l'intérieur par rapport aux modèles concurrents dotés d'une seule porte arrière,.
Le Vaneo est étudié pour répondre aux besoins des familles recherchant un important volume intérieur. Des packs d'équipement individuels nommés « Dog », « Surf », « Snow » et « Bike » sont également proposés, qui visent à rendre le véhicule attrayant pour les possesseurs de chiens ou les pratiquants d'activités de loisirs comme le surf, les sports d'hiver ou le cyclisme en leur fournissant des accessoires spécifiques adaptés à leur besoin. Le pack d'équipement « Carry », quant à lui, vise les entreprises ou les personnes ayant besoin de transporter des colis volumineux,,. Enfin, les caractéristiques du Vaneo lui permettent d'être particulièrement adapté aux besoins des personnes à mobilité réduite, ou à une utilisation comme taxi ; ainsi une version pré-équipée pour l'installation d'un taximètre et d'une signalétique lumineuse de toit est proposée à la vente en juillet 2002,.
La version d'entrée de gamme est proposée à 19 900 € lors de sa sortie en concession.

### Finitions

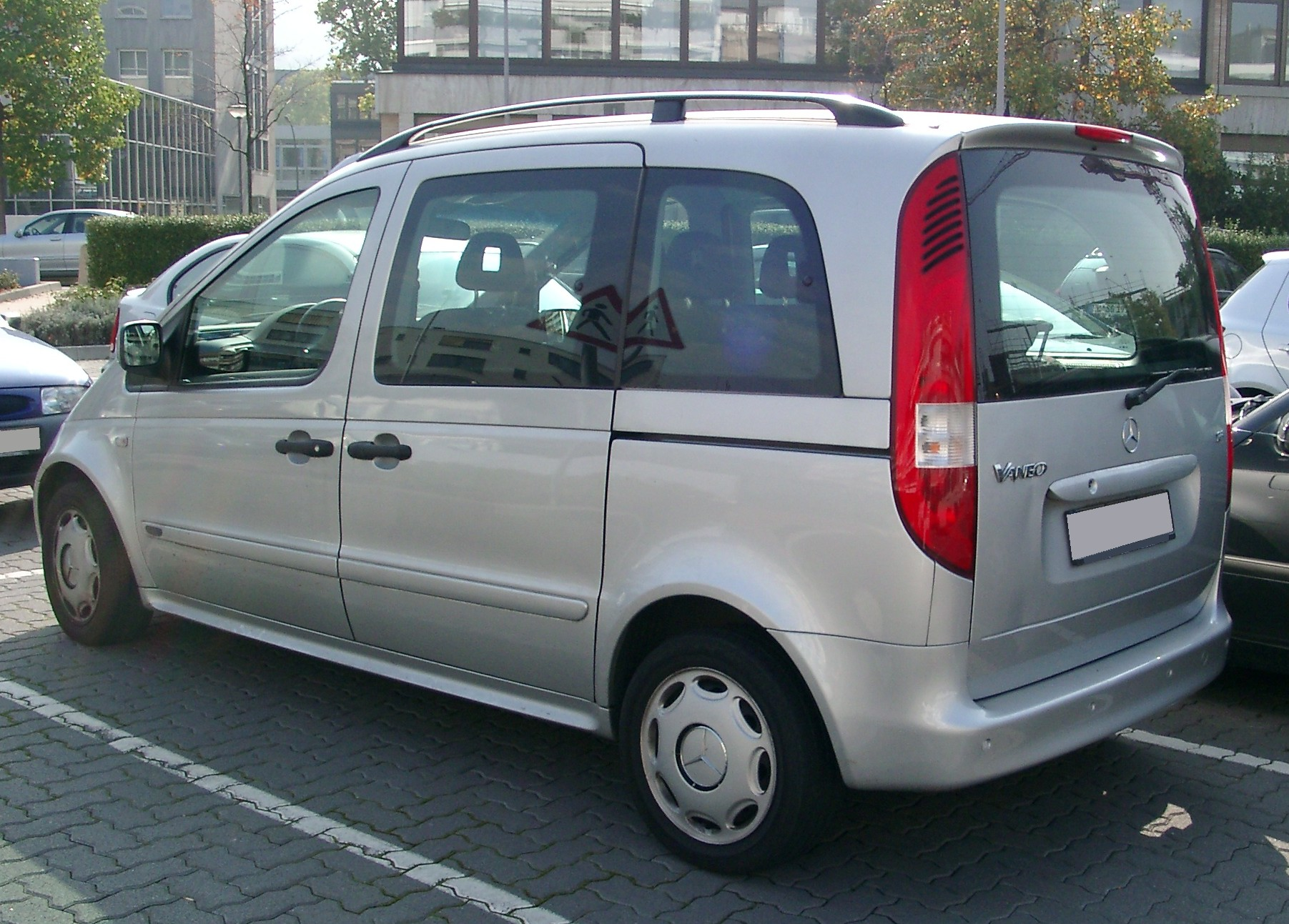
Finition Family à sept places.

Le Vaneo dispose, lors de sa commercialisation, de quatre niveaux de finitions. Ils sont indiqués sur les baguettes latérales près des roues, :
- Trend (Tendance) : version de base avec l'équipement standard. L'intérieur est axé sur la fonctionnalité ;
- Family (Famille) : cette finition offre des équipements prévus pour les familles ayant des enfants. Elle reprend l'équipement de la finition Trend et est équipée notamment de série de la climatisation, d'un plancher de chargement coulissant dans le coffre, d'un éclairage nocturne pour l'intérieur, de tablettes rabattables sur le dossier des sièges avant pour les passagers arrière, de nombreux rangements et d'un deuxième rétroviseur intérieur ;
- Ambiente (Ambiance) : cette finition est axée sur le confort et le haut-de-gamme. Elle dispose d'un choix de peintures métallisées et pour l'intérieur, des inserts décoratifs en ronce de noyer et le volant ainsi que le pommeau de vitesse sont en cuir ;
- Imagination : cette finition est axée sur l'élégance. Elle est équipée de série de jantes alliages de 16 pouces, de peintures métallisées, d'éléments extérieurs peints couleur carrosserie tels que les poignées de portes et la grille de la calandre. L'intérieur est lui raffiné disposant de sièges en cuir bicolore, d'inserts décoratifs en ronce de noyer noire, de contre-portes en cuir drapé et les baguettes de seuil sont en acier et s'éclairent lors de l'ouverture de la porte. Tout comme la finition Ambiente, celle-ci dispose également d'un volant ainsi que le pommeau de vitesse en cuir.

### Les séries limitées
Deux séries spéciales du Vaneo sont produites successivement : « Spring » et « La Vida ».

#### Spring
Cette série limitée, lancée à partir d'avril 2003 et destinée uniquement au marché allemand, permet au Vaneo de se doter d'un aménagement haut de gamme. Il dispose d'équipements extérieurs supplémentaires avec notamment des barres de toit, des jantes en alliage seize pouces avec des pneus 195/50 R16 88H et deux couleurs spécifiques au choix : noir carbone ou gris argent.
Pour l'intérieur, les garnitures en plastiques ont été spécialement adaptées avec une couleur gris anthracite. Il dispose aussi d'éléments supplémentaires tels qu'une console centrale ayant un aspect carbone, des sièges arrière avec rehausseur pour enfant, des vitres arrière électriques, une radio « Sound 30 » avec lecteur CD, la climatisation, la condamnation centralisée des portes avec télécommande et un cache coffre. Les tapis de sol disposent du logo « Spring ».
Il est sorti avec les trois motorisations les plus puissantes : les 1,6 et 1,9 L essence ainsi que le 1,7 L diesel,.

#### La Vida

Un Vaneo La Vida. Le logo est visible près du feu de position.

Cette version est proposée pour tous les modèles du Vaneo basés sur l'équipement « Trend ». Il a été introduit en octobre 2003 comme étant le successeur du Spring.
Pour l'extérieur, il dispose du même équipement que son prédécesseur avec comme seule différence l'inscription « La Vida » sur les ailes arrière.
L'intérieur a également peu changé hormis les sièges disposant d'un tissu nommée « Cara » de couleur gris anthracite et des tapis de sol portant le logo « La Vida ».

### Version fourgonnette
Le Vaneo a été disponible en version fourgonnette fermée, notamment pour les artisans et commerciaux. Surnommé Vaneo Van, il dispose de deux places à l'avant, d'une cloison intermédiaire à l'intérieur et peut être équipé, pour l'arrière, d'un hayon monobloc ou de doubles portes asymétriques avec une ouverture maximum de 170°, selon l'option choisie par l'acheteur. Il fait un poids à vide de 1 330 kg avec une charge utile de 650 kg. Son volume de chargement est proche des 3 000 l et la partie arrière est adaptée pour les palettes européennes. Il dispose de série des équipements tels que la direction assistée, les vitres électriques avant, le verrouillage centralisé et le dispositif anti-démarrage. Niveau sécurité, il dispose du correcteur électronique de trajectoire (ESP), du système anti-blocage des roues (ABS), de l'antipatinage (ASR), de l'assistance au freinage d'urgence (AFU) et d'airbags pour le conducteur et le passager. Le moteur diesel 1,7 L de 91 ch est le seul proposé pour ce modèle,,.

### Version taxi
Dès juillet 2002, Mercedes-Benz propose une version taxi pour l'Allemagne et la Belgique avec des pré-équipements et en combinaison avec les finitions Trend, Family et Ambiente. Les pré-équipements comprennent un taximètre électronique, des appareils de radio modernes, le pré-montage du haut-parleur, l'attache de l'enseigne taxi sur le toit, le signal de vitesse pour le taximètre et l'installation complète de l'alarme. La peinture Ivoire clair y est également comprise. La version taxi est proposée avec les deux motorisations Diesel : 75 et 91 ch,.

## Caractéristiques

### Données techniques
Par rapport à la Classe A W168 de 1997, le Vaneo est 61 cm plus long et pèse environ 200 kg de plus, selon les moteurs et équipements. L'empattement a également augmenté de 48 cm.
| Image du logo Mercedes-Benz.                                         | Vaneo, (tous modèles)    | Vaneo Van, (fourgonnette) | Classe A Type 168 (pour comparaison) |
| -------------------------------------------------------------------- | ------------------------ | ------------------------- | ------------------------------------ |
| Longueur                                                             | 4 192 mm                 | 4 192 mm                  | 3 575 mm                             |
| Largeur                                                              | 1 742 mm                 | 1 742 mm                  | 1 719 mm                             |
| Hauteur                                                              | 1 830 mm                 | 1 830 mm                  | 1 575 mm                             |
| Empattement                                                          | 2 900 mm                 | 2 900 mm                  | 2 423 mm                             |
| Voies avant / arrière                                                | 1 524 / 1 477 mm         | 1 524 / 1 477 mm          | N.C.                                 |
| Garde au sol (à vide / en charge)                                    | 553 / 485 mm             | 553 / 485 mm              | N.C.                                 |
| Rayon de braquage                                                    | 11,80 m                  | 11,80 m                   | 10,75 m                              |
| Masse à vide (PV) (selon moteurs et équipements)                     | 1 365, 1 375 et 1 425 kg | 1 330 kg                  | 1 095 à 1 145 kg                     |
| Charge utile (selon moteurs et équipements)                          | 545 à 555 kg             | 725 kg                    | 385 kg                               |
| Chargement sur pavillon de toit                                      | 50 kg                    | 50 kg                     | 0 kg                                 |
| Poids total autorisé en charge (PTAC) (selon moteurs et équipements) | 1 910, 1 920 et 1 980 kg | 1 980 kg                  | 1 480 à 1 530 kg                     |
| Chargement de remorque (freiné / non freiné)                         | 1 000 / 500 kg           | —                         | 1 000 / 400 kg                       |
| Poids total roulant autorisé (PTRA) (selon moteurs et équipements)   | 2 680 kg                 | —                         | 1 880 à 2 530 kg                     |
| Habilité intérieur (hauteur et largeur)                              | 1 240 et 1 164 mm        | 1 240 et 1 164 mm         | N.C.                                 |
| Coffre (avec banquette arrière rabattue)                             | 150 l (2 400 l)          | 2 400 l                   | 390 l (1 740 l)                      |
| Capacité du réservoir                                                | 54 l                     | 54 l                      | 54 l                                 |

Note : ce tableau comprend les dimensions hors-tout, cependant, les rétroviseurs, antennes ou autres éléments hors carrosserie ne sont pas compris dedans.

### Chaîne cinématique

#### Motorisations

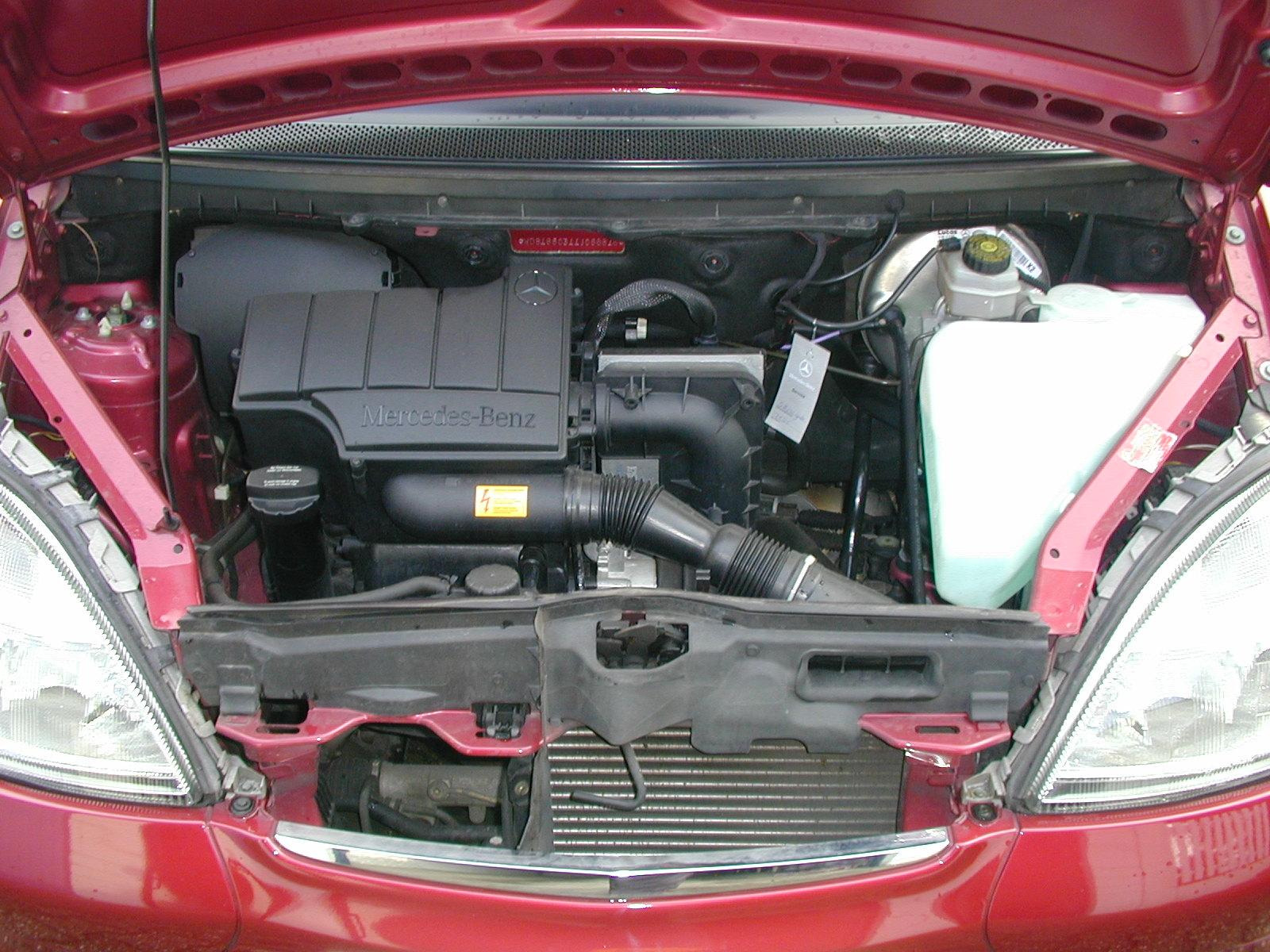
Moteur essence M 166.

Le Vaneo dispose en tout de cinq motorisations, dont trois à essence et deux Diesel. Ils proviennent tous de la Classe A W168. Néanmoins, quelques petites erreurs ont été commises par Mercedes-Benz en fonction du rapport poids/puissance. L’augmentation de poids d'environ 500 kg par rapport à la Classe A entraîne une augmentation de la consommation de carburant, et se ressent également au niveau de la conduite. En conséquence, la version de base du moteur à essence, offrant une puissance de 82 ch, n'est adapté qu’à la conduite urbaine ou sur de courtes distances,.
Les motorisations à essence offertes sur le Vaneo reposent sur le moteur M 166 à quatre cylindres en ligne, à huit soupapes par cylindre et à injection indirecte multipoint. Deux versions différentes sont proposées : l'une de 1,6 litre de cylindrée, et l'autre de 1,9 litre. Ils sont tous deux à la norme européenne d'émissions Euro 4.
Pour ses motorisations Diesel, le Vaneo est muni du OM 668 à quatre cylindres en ligne et seize soupapes. Muni d'une injection directe à rampe commune à régulation électronique et d'un turbocompresseur, il n’est disponible qu’avec une cylindrée de 1,7 litre. Il est à la norme européenne d'émissions Euro 3.
| Modèle et boîte                      | Construction      | Moteur                               | Cylindrée         | Puissance                     | Couple                 | 0 à 100 km/h                  | Vitesse maximale                  | Consommation et émissions de CO2   |
| ------------------------------------ | ----------------- | ------------------------------------ | ----------------- | ----------------------------- | ---------------------- | ----------------------------- | --------------------------------- | ---------------------------------- |
| Vaneo (boîte méca. 5)                | 09/2001 - 06/2005 | 4 cylindres en ligne M 166 E 16 red. | 1 598 cm3 (1,6 L) | 60 kW (82 ch) à 5 000 tr/min  | 140 N m à 2 500 tr/min | 15,8 s                        | 155 km/h                          | 7,8 L/100 km 187 g/km              |
| Vaneo 1.6 (boîte méca. 5 ou auto. 5) | 09/2001 - 06/2005 | 4 cylindres en ligne M 166 E 16      | 1 598 cm3 (1,6 L) | 75 kW (102 ch) à 5 250 tr/min | 150 N m à 4 000 tr/min | Méca. : 13,5 s Auto. : 14,3 s | Méca. : 167 km/h Auto. : 163 km/h | 8,0 à 8,3 L/100 km192 et 199 g/km  |
| Vaneo 1.9 (boîte méca. 5 ou auto. 5) | 09/2001 - 06/2005 | 4 cylindres en ligne M 166 E 19      | 1 898 cm3 (1,9 L) | 92 kW (125 ch) à 5 500 tr/min | 180 N m à 4 000 tr/min | Méca. : 11,1 s Auto. : 11,9 s | Méca. : 180 km/h Auto. : 176 km/h | 8,2 à 8,5 L/100 km 197 et 204 g/km |

| Modèle et boîte                                    | Construction      | Moteur                                    | Cylindrée         | Puissance                    | Couple                       | 0 à 100 km/h                  | Vitesse maximale                  | Consommation et émissions de CO2   |
| -------------------------------------------------- | ----------------- | ----------------------------------------- | ----------------- | ---------------------------- | ---------------------------- | ----------------------------- | --------------------------------- | ---------------------------------- |
| Vaneo CDI (boîte méca. 5)                          | 09/2001 - 06/2005 | 4 cylindres en ligne OM 668 DE 17 LA red. | 1 689 cm3 (1,7 L) | 55 kW (75 ch) à 3 900 tr/min | 160 N m à 1 500-2 500 tr/min | 19,5 s                        | 150 km/h                          | 5,7 L/100 km 151 g/km              |
| Vaneo CDI 1.7 Vaneo Van (boîte méca. 5 ou auto. 5) | 09/2001 - 06/2005 | 4 cylindres en ligne OM 668 DE 17 LA      | 1 689 cm3 (1,7 L) | 67 kW (91 ch) à 4 000 tr/min | 180 N m à 1 600-3 200 tr/min | Méca. : 16,0 s Auto. : 16,0 s | Méca. : 160 km/h Auto. : 156 km/h | 5,9 à 6,6 L/100 km 157 et 174 g/km |

#### Boîtes de vitesses
Le Vaneo est équipé de série d'une boîte de vitesses manuelle à cinq rapports pour toutes les versions avec, en option, un système d'embrayage automatisé (en) appelé AKB en allemand, ou ACS en anglais. Une boîte automatique nommée « TouchShift », également à cinq rapports, est disponible en option pour trois modèles : les Vaneo 1.6 et 1.9 essence et le Vaneo CDI 1.7 diesel.
Les rapports de démultiplication des boîtes de vitesses du Vaneo varient selon les motorisations et le choix d’une boîte automatique ou manuelle.

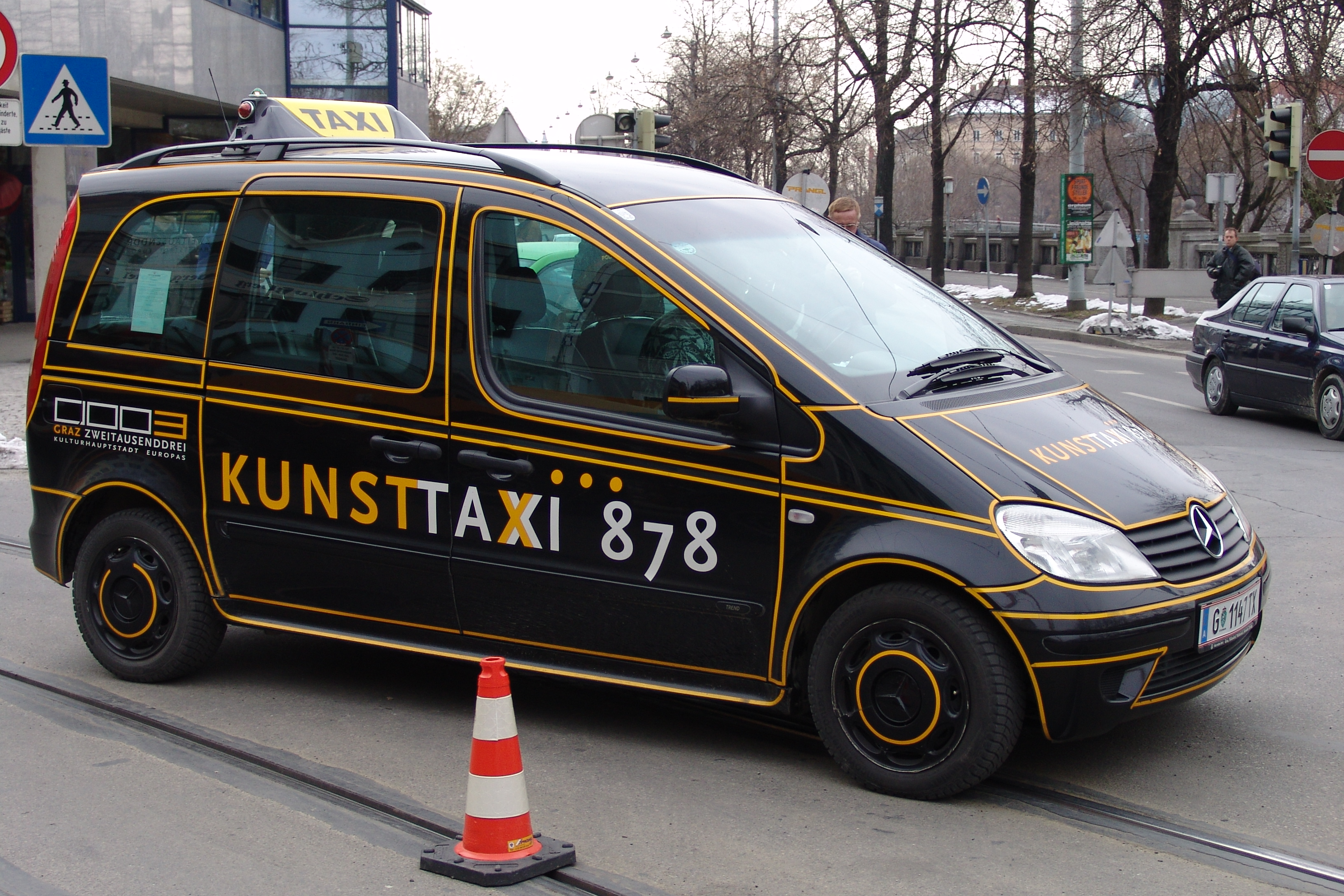
Un taxi à Graz (Autriche).

| Image du logo Mercedes-Benz. | Vaneo (manuelle à 5 rapports) (essence) | Vaneo (manuelle à 5 rapports) (diesel) | Vaneo (automatique à 5 rapports) (essence et diesel) |
| ---------------------------- | --------------------------------------- | -------------------------------------- | ---------------------------------------------------- |
| Transmission finale          | 4,06                                    | 4,06                                   | 3,76                                                 |
| 1er rapport                  | 3,27                                    | 3,27                                   | 3,62                                                 |
| 2e rapport                   | 1,92                                    | 1,92                                   | 2,09                                                 |
| 3e rapport                   | 1,34                                    | 1,26                                   | 1,31                                                 |
| 4e rapport                   | 1,02                                    | 0,88                                   | 0,90                                                 |
| 5e rapport                   | 0,82                                    | 0,69                                   | 0,72                                                 |
| Marche arrière               | 3,29                                    | 3,29                                   | 3,67                                                 |

### Mécanique
En termes de freinage, le Vaneo dispose d'un système hydraulique à double circuit avec servofrein. Les voitures sont toutes munies de freins à disques aux quatre roues, avec des disques ventilés de 270 mm x 22 mm à l'avant et des disques pleins de 258 mm x 8 mm à l'arrière.
La direction est à crémaillère et pignon, avec assistance électrique (moteur à courant continu et contrôle électronique de la vitesse).
Le train avant dispose d'une suspension de type MacPherson avec des triangles inférieurs, des amortisseurs bitubes, des ressorts hélicoïdaux et une stabilisation par barre de torsion. À l'arrière, la suspension est à bras oscillant, avec des amortisseurs monotubes, ressorts hélicoïdaux et barre de torsion stabilisatrice.
Les pneumatiques d'origine constructeur pour toutes les motorisations sont 195/55 R15. Des jantes en alliage de 16 pouces sont de série sur la finition Imagination.

### Châssis et carrosserie
Le Vaneo est basé sur la première génération de la Mercedes-Benz Classe A, la W168. Par rapport à celle-ci, sa hauteur est supérieure d'environ 20 cm, et sa longueur supérieure de 41 cm à celle de la version longue de la Classe A (la « Family »). L'accès aux places arrière se fait via des portes latérales coulissantes, qui permettent une ouverture maximale de 75,6 cm. À l'arrière, le Vaneo peut être proposé avec un hayon monobloc, ou de doubles portes asymétriques avec une ouverture maximum de 170°, selon l'option choisie par l'acheteur.

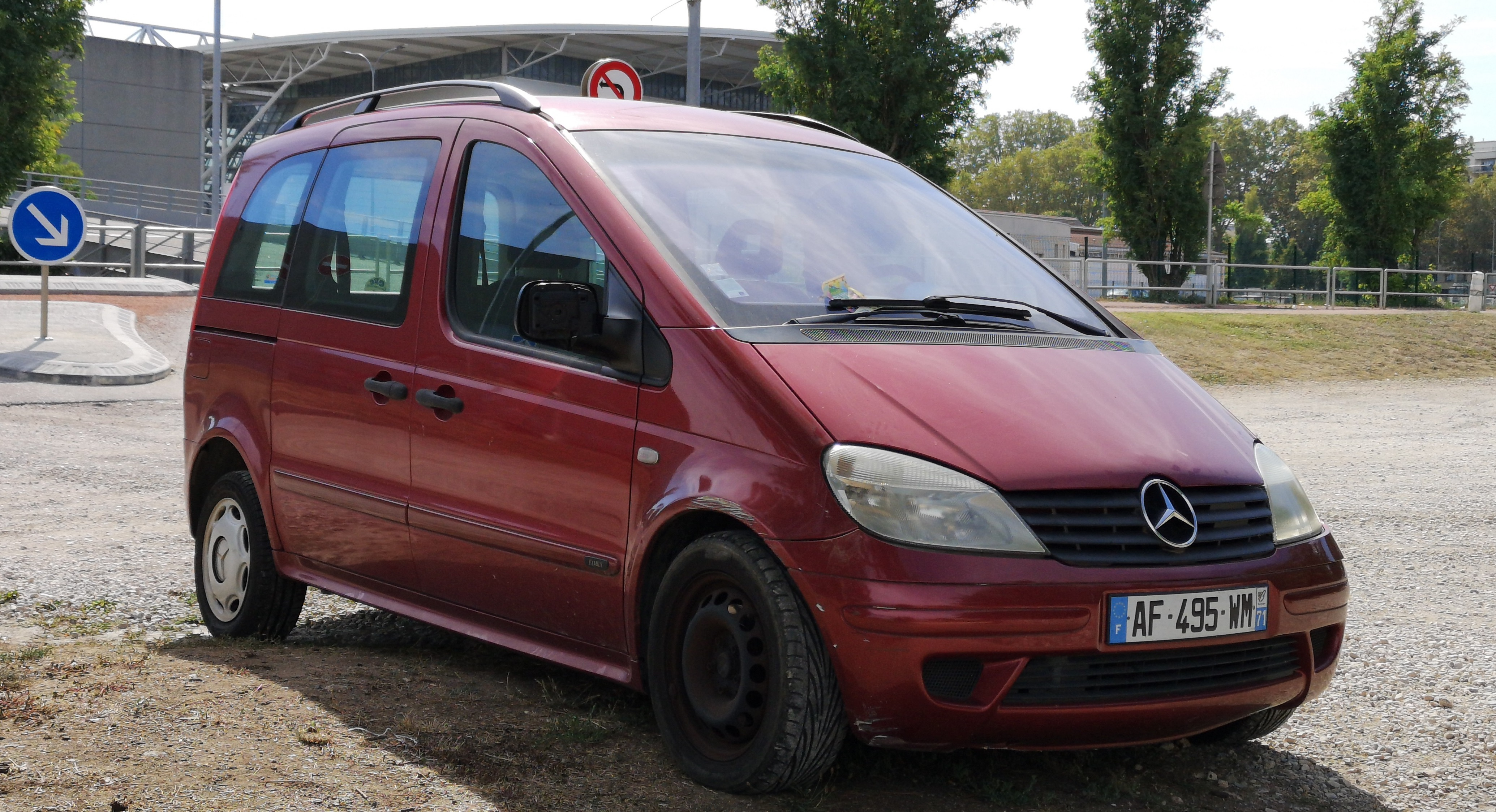
Un Mercedes-Benz Vaneo de couleur Rouge ambre.

Après quatre ans de commercialisation, le Vaneo dispose de plusieurs peintures standards ou métallisées, :
- Peintures standards
  - Rouge magma : DB 586 (3 586) ;
  - Blanc arctique : DB 147 (9 147) ;
  - Violet foncé :  DB 513 (4 513) ;
  - Noir : DB 040 (9 040).

- Peintures métallisées
  - Gris perlite : DB 747 (7 747) ;
  - Noir carbone : DB 154 (9 154) ;
  - Argent adamantin : DB 744 (9 744) ;
  - Rouge ambre : DB 548 (3 548) ;
  - Vert andradite : DB 816 (6 816) ;
  - Bleu jaspe : DB 345 (5 345).

Les modèles prééquipés en taxi vendus en Allemagne sont, quant à eux, peints de la couleur traditionnelle des taxis allemands, l’Ivoire clair (RAL 1 015) .

### Intérieur, options et accessoires

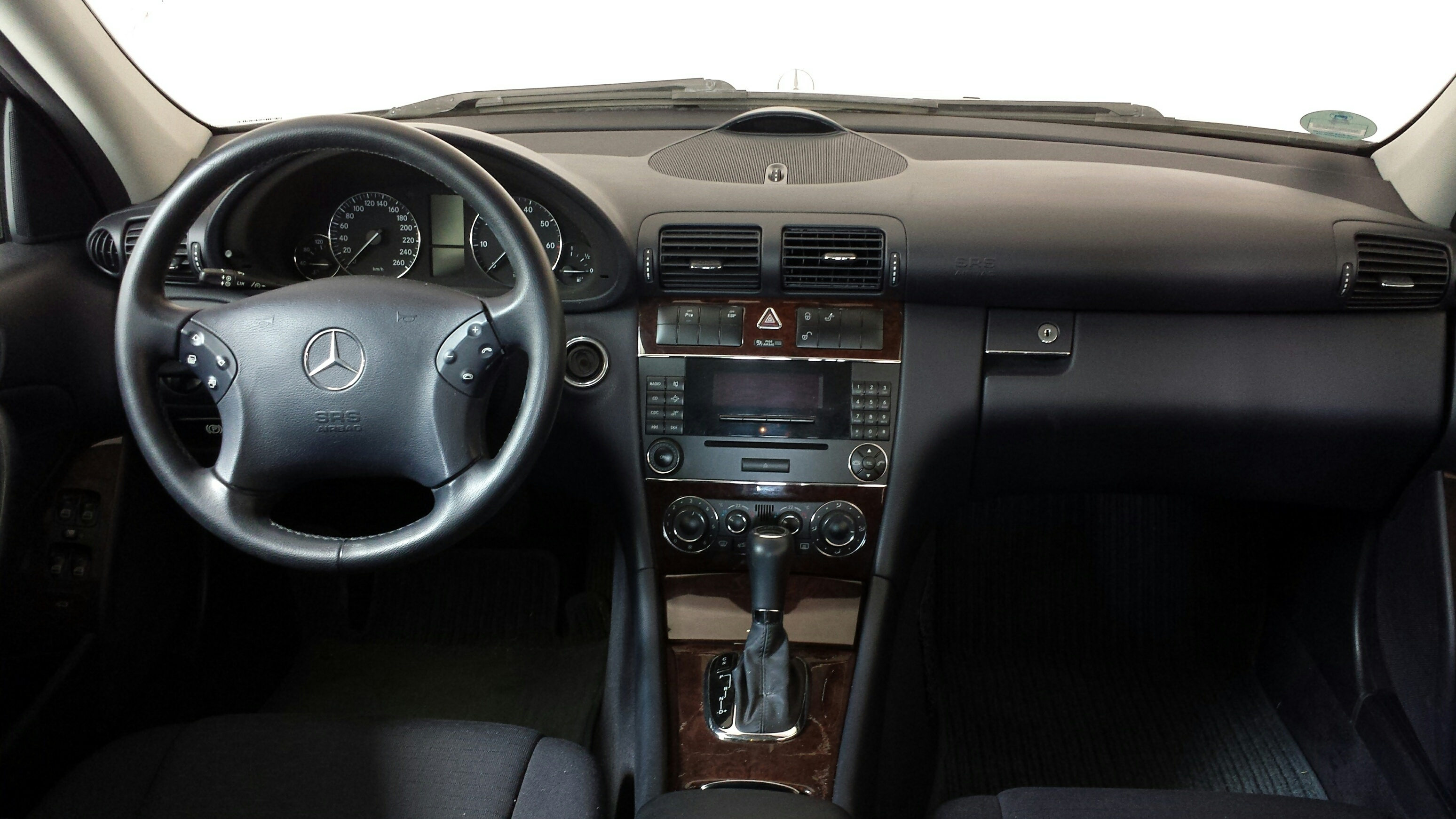
Tableau de bord de la Classe C Type 203, repris pour le Vaneo.

Le tableau de bord du Vaneo est repris de la Classe C Type 203. Si le combiné d'instruments de celle-ci est modifié en 2004, celui du Vaneo restera le même jusqu'à la fin de sa production. Il existe toutefois une différence entre les deux, puisque les interrupteurs des lève-vitres sont déplacés des garnitures de portes à la console centrale.

#### Disposition des sièges
La version de base dispose de cinq places. Une option permet de l'équiper de sept places, soit deux sièges en plus à l'arrière, mais uniquement destinés aux enfants.
Selon Mercedes-Benz, le Vaneo peut disposer de plus de 100 combinaisons d'aménagements possibles grâce à sa sellerie modulable. La première rangée dispose de deux sièges individuels dont les deux peuvent se régler en hauteur ; optionnel pour le passager qui peut également se retirer. La deuxième rangée dispose d'une grande banquette divisible en deux parties (1/3 et 2/3) dont chacune peut se rabattre (dossier et complet) ou être retirée entièrement, tout comme les deux sièges enfants individuels de la troisième rangée. Chaque siège ou banquette est fixé sur des rails et peut coulisser.

#### Les options
Le Vaneo propose de nombreuses options disponibles lors de sa commercialisation. Pour son confort, le client peut choisir de disposer d'un toit ouvrant électrique, d'une climatisation, de sièges avant chauffants, ainsi que d'un système permettant le pliage et la rotation du siège passager avant. Les assises des sièges arrière peuvent également être relevables d'une dizaine de centimètres pour mieux accueillir les enfants. Une troisième banquette peut également être installée dans le coffre mais cette dernière est uniquement destinée aux enfants. De plus, des garnitures spéciales peuvent être installées pour maintenir en sécurité la tête de l'enfant endormi. Le plancher du coffre peut également coulisser vers l'extérieur avec une capacité de charge de 120 kg maximum. Enfin, les vitres arrière à ouverture battante de série peuvent être remplacées par un système à ouverture électrique. Des options d'aide à la conduite sont également proposées, comme un système de navigation, un système d'aide au stationnement à ultrasons nommé Parktronic, ou un régulateur de vitesse. Une boîte de vitesses automatique fait également partie des options,,.

#### Les packs d'équipements
Cinq packs ont été proposés par Mercedes-Benz pour le Vaneo afin d'élargir sa clientèle. Ces derniers sont disponibles sur les quatre finitions et les cinq motorisations ; les accessoires qui les composent peuvent être démontés ou remontés à volonté par le client.
- Pack Surf : spécialement étudié pour les amateurs de sports nautiques, ce pack dispose de rampes de pavillon avec des barres de toit munies d'un système de portage pour une planche à voile ou plusieurs planches de surf. Il dispose également d'un plancher coulissant dans le coffre, ainsi que d'une prise 12 V, d'une glacière et d'une bouteille Thermos en acier inoxydable.
- Pack Snow : ce pack permet aux amateurs de sports d'hiver de pouvoir transporter leurs équipements facilement. Tout comme le Pack Surf, il dispose de rampes de pavillon avec des barres de toit munies d'un système de portage pour quatre paires de skis ou deux snowboards. Il dispose également d'un plancher coulissant dans le coffre, d'une prise 12 V et d'une bouteille Thermos.
- Pack Bike : pour les cyclistes, ce pack comprend un plancher coulissant dans le coffre avec des points de fixation pour deux vélos, une pompe à air à brancher sur la prise 12 V, un kit d'adaptation pour les valves de pneus et une boîte à outils.
- Pack Dog : pour les propriétaires de chiens, ce pack comprend un tapis anti-dérapant à installer dans le coffre, une grille de séparation placée derrière les sièges arrière, ainsi qu'une seconde grille permettant de diviser en deux l'espace de chargement, permettant ainsi de transporter deux animaux, ou un seul et des bagages. Les vitres latérales arrière entrebâillantes sont à ouverture électrique depuis le poste de conduite, de façon à permettre au chien de ne pas manquer d'air.
- Pack Carry : ce pack permet de transformer le ludospace en utilitaire léger. Il dispose de rampes de pavillon et d'un système de protection montable dans la partie arrière du véhicule, après retrait de la banquette. Le siège passager avant est réglable en hauteur, rabattable et amovible. Ce pack comprend également un kit mains libres.

### Combinaisons de peintures et garnitures
Ce tableau représente les combinaisons possibles des peintures et garnitures intérieures en fonction des finitions recommandées par Mercedes-Benz lors de la sortie du Vaneo en concession.
| Image du logo Mercedes-Benz. | Image du logo Mercedes-Benz.        | Peintures standard                                                                    | Peintures standard                                                                    | Peintures standard                                                                    | Peintures standard                                                                    |                                                                                       | Peintures métallisées                                                                 | Peintures métallisées                                                                 | Peintures métallisées                                                                 | Peintures métallisées                                                                 | Peintures métallisées                                                                 | Peintures métallisées                                                                 |
| Image du logo Mercedes-Benz. | Image du logo Mercedes-Benz.        | Rouge magma (DB 586)                                                                  | Blanc arctique (DB 147)                                                               | Violet foncé (DB 513)                                                                 | Noir (DB 040)                                                                         | Gris perlite (DB 747)                                                                 | Noir carbone (DB 154)                                                                 | Argent adamantin (DB 744)                                                             | Rouge ambre (DB 548)                                                                  | Vert andradite (DB 816)                                                               | Bleu jaspe (DB 345)                                                                   |                                                                                       |
| ---------------------------- | ----------------------------------- | ------------------------------------------------------------------------------------- | ------------------------------------------------------------------------------------- | ------------------------------------------------------------------------------------- | ------------------------------------------------------------------------------------- | ------------------------------------------------------------------------------------- | ------------------------------------------------------------------------------------- | ------------------------------------------------------------------------------------- | ------------------------------------------------------------------------------------- | ------------------------------------------------------------------------------------- | ------------------------------------------------------------------------------------- | ------------------------------------------------------------------------------------- |
| Trend                        | Cortez gris Orion                   | ✔️                                                                                    | ✔️                                                                                    | ✔️                                                                                    | ✔️                                                                                    | ✔️                                                                                    | ✔️                                                                                    | ✔️                                                                                    | ✔️                                                                                    | ✔️                                                                                    | ✔️                                                                                    |                                                                                       |
|                              |                                     |                                                                                       |                                                                                       |                                                                                       |                                                                                       |                                                                                       |                                                                                       |                                                                                       |                                                                                       |                                                                                       |                                                                                       |                                                                                       |
| Family                       | Saturne anthracite                  | ✔️                                                                                    | ✔️                                                                                    | ✔️                                                                                    | ✔️                                                                                    | ✔️                                                                                    | ✔️                                                                                    | ✔️                                                                                    | ✔️                                                                                    | ✔️                                                                                    | ✔️                                                                                    |                                                                                       |
| Family                       | Saturne bleu ciel                   | ❌                                                                                    | ❌                                                                                    | ✔️                                                                                    | ❌                                                                                    | ✔️                                                                                    | ✔️                                                                                    | ✔️                                                                                    | ❌                                                                                    | ❌                                                                                    | ✔️                                                                                    |                                                                                       |
| Family                       | Saturne rouge royal                 | ~                                                                                     | ✔️                                                                                    | ❌                                                                                    | ❌                                                                                    | ❌                                                                                    | ✔️                                                                                    | ~                                                                                     | ✔️                                                                                    | ❌                                                                                    | ~                                                                                     |                                                                                       |
|                              |                                     |                                                                                       |                                                                                       |                                                                                       |                                                                                       |                                                                                       |                                                                                       |                                                                                       |                                                                                       |                                                                                       |                                                                                       |                                                                                       |
| Ambiente                     | Cara anthracite                     | ✔️                                                                                    | ✔️                                                                                    | ✔️                                                                                    | ✔️                                                                                    | ✔️                                                                                    | ✔️                                                                                    | ✔️                                                                                    | ✔️                                                                                    | ✔️                                                                                    | ✔️                                                                                    |                                                                                       |
| Ambiente                     | Cara bleu ciel                      | ❌                                                                                    | ❌                                                                                    | ✔️                                                                                    | ❌                                                                                    | ✔️                                                                                    | ✔️                                                                                    | ✔️                                                                                    | ❌                                                                                    | ❌                                                                                    | ✔️                                                                                    |                                                                                       |
| Ambiente                     | Cara rouge royal                    | ~                                                                                     | ✔️                                                                                    | ❌                                                                                    | ❌                                                                                    | ❌                                                                                    | ✔️                                                                                    | ~                                                                                     | ✔️                                                                                    | ❌                                                                                    | ~                                                                                     |                                                                                       |
|                              |                                     |                                                                                       |                                                                                       |                                                                                       |                                                                                       |                                                                                       |                                                                                       |                                                                                       |                                                                                       |                                                                                       |                                                                                       |                                                                                       |
| Imagination                  | Cuir bicolore anthracite/gris Orion | Non disponibles                                                                       | Non disponibles                                                                       | Non disponibles                                                                       | Non disponibles                                                                       | ✔️                                                                                    | ✔️                                                                                    | ✔️                                                                                    | ✔️                                                                                    | ✔️                                                                                    | ✔️                                                                                    |                                                                                       |
|                              |                                     |                                                                                       |                                                                                       |                                                                                       |                                                                                       |                                                                                       |                                                                                       |                                                                                       |                                                                                       |                                                                                       |                                                                                       |                                                                                       |
| Option                       | Softstyle anthracite                | ✔️                                                                                    | ✔️                                                                                    | ✔️                                                                                    | ✔️                                                                                    | ✔️                                                                                    | ✔️                                                                                    | ✔️                                                                                    | ✔️                                                                                    | ✔️                                                                                    | ✔️                                                                                    |                                                                                       |
| Option                       | Cuir anthracite                     | ✔️                                                                                    | ✔️                                                                                    | ✔️                                                                                    | ✔️                                                                                    | ✔️                                                                                    | ✔️                                                                                    | ✔️                                                                                    | ✔️                                                                                    | ✔️                                                                                    | ✔️                                                                                    |                                                                                       |
| Légende :                    | Légende :                           | : combinaison recommandée / ~ : combinaison possible / : combinaison peu recommandée. | : combinaison recommandée / ~ : combinaison possible / : combinaison peu recommandée. | : combinaison recommandée / ~ : combinaison possible / : combinaison peu recommandée. | : combinaison recommandée / ~ : combinaison possible / : combinaison peu recommandée. | : combinaison recommandée / ~ : combinaison possible / : combinaison peu recommandée. | : combinaison recommandée / ~ : combinaison possible / : combinaison peu recommandée. | : combinaison recommandée / ~ : combinaison possible / : combinaison peu recommandée. | : combinaison recommandée / ~ : combinaison possible / : combinaison peu recommandée. | : combinaison recommandée / ~ : combinaison possible / : combinaison peu recommandée. | : combinaison recommandée / ~ : combinaison possible / : combinaison peu recommandée. | : combinaison recommandée / ~ : combinaison possible / : combinaison peu recommandée. |

## Sécurité
Un crash test du véhicule est effectué en 2002 par Euro NCAP, qui accorde au Vaneo quatre étoiles sur cinq pour la sécurité des passagers, et deux étoiles sur quatre pour la sécurité des piétons,. L'organisme indique, pour les passagers, que « [...] Sa carrosserie est solide et protège ses occupants. Cependant, le haut du torse du conducteur a mieux résisté que le bas du corps lors de l'impact frontal. Les sièges surélevés du Vaneo améliorent la protection en cas d'impact latéral. Les petits enfants n'étaient pas suffisamment protégés en cas de choc frontal, bien que la protection de la tête en cas de choc latéral ait été meilleure. » Il indique également, au sujet de la protection des piétons « Le capot fortement incliné a permis de réduire les blessures aux jambes et le grand pare-brise a fourni une certaine protection pour la tête des piétons. ».
Le Vaneo est équipé de six airbags, d'un correcteur électronique de trajectoire (ESP), d'un système anti-blocage des roues (ABS) et de l'antipatinage (ASR). Il dispose également d'un plancher dit « sandwich », qui permet à l'ensemble moteur/boîte de glisser sous le plancher de l'habitacle en cas de choc frontal afin de préserver la sécurité des passagers. Il dispose aussi d'une interruption automatique de l'alimentation en carburant en cas d'accident. Le système Isofix est également installé de série dans tous les modèles de la gamme.

## Production et commercialisation
La production totale du Vaneo a été établie à 55 000 exemplaires. Le véhicule n'est commercialisé qu'en Europe ; avec la majorité des ventes effectuées dans son pays d'origine.
Les ventes totales sur le continent s'élèvent à 790 exemplaires en 2001, puis 15 555 en 2002, la meilleure année pour les ventes du modèle. 2003 voit 14 092 exemplaires trouver preneur, avant que les chiffres ne baissent à 9 493 en 2004 puis 6 417 ventes en 2005, la dernière année de commercialisation du modèle en Europe.
La majorité des ventes se fait en Allemagne, où entre 2001 et 2006, un total de 31 881 unités du Vaneo ont été nouvellement immatriculées. Avec 9 985 unités, 2002 a été l'année la plus fructueuse pour les ventes,. Lors de la première année de commercialisation, en 2001, les ventes dans le pays s'étaient élevées à 145 exemplaires ; celles de 2003 restent élevées avec 9 598 véhicules, avant de connaître une baisse en 2004 et 2005, avec 6 992 et 5 049 voitures respectivement. Les 112 derniers exemplaires du pays sont écoulés en 2006, amenant le total des ventes dans le pays à 31 881 Vaneo.
- Allemagne
- Autre pays d'Europe

## Analyse: un aspect esthétique discutable

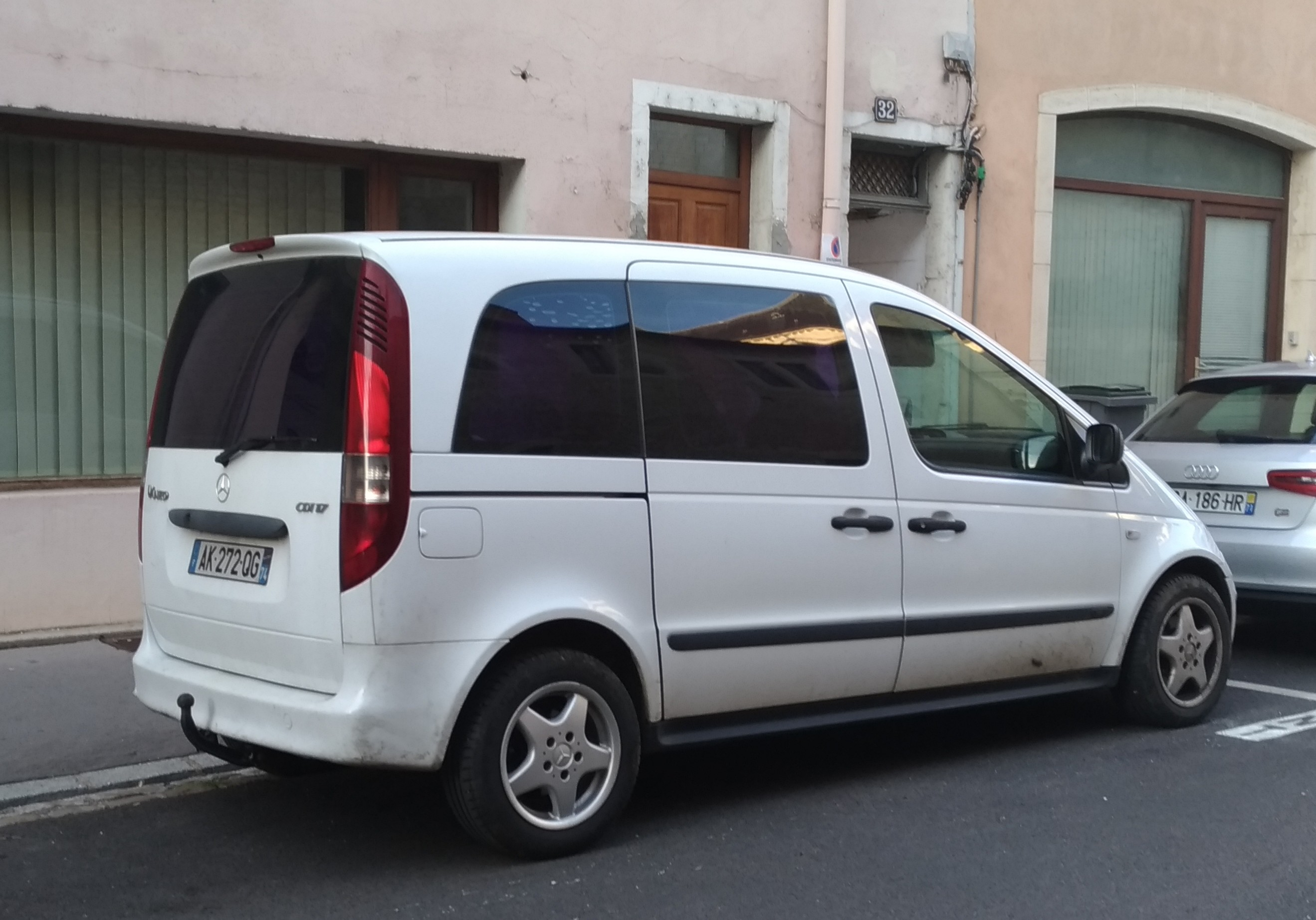
Un Vaneo CDI 1.7 en France.

Le média britannique spécialisé dans l'automobile Parker's Car Guides teste le Vaneo en 2019. L'auteur lui trouve comme avantages un intérieur spacieux, utile et pratique ; il remarque la facilité de sa conduite en ville. Mais il lui reproche ses éléments de finition intérieure qui grincent, son esthétique disgracieuse et sa conduite trop ferme. En résumé, le guide lui attribue une note de 2,5 sur 5.
La société britannique de services automobiles RAC Limited lui donne une note globale de 6,4 sur 10 avec le commentaire suivant : « Ne vous laissez pas rebuter par son aspect peu inspirant et son nom bizarre. Le Vaneo est bien construit et offre une quantité d'espace surprenante pour sa taille compacte. Il ne gagnera aucun concours d'élégance, et inviter des gens à  venir faire « un tour en Merco » dedans peut être un bon moyen de les décevoir, mais rencontrer le Vaneo, c'est l'aimer. »
Alors que la première année de sa commercialisation 12 000 véhicules seulement sont écoulés, son aspect extérieur est souvent mis en cause pour expliquer le faible volume des ventes. Pour Bernard Jouvin (L'Alsace) la face avant est plutôt réussie, tandis que l'arrière du véhicule ne s'accorde pas du tout : « il n’y a aucune cohérence entre la finesse de la face avant et le volume arrière digne de la plastique d’un réfrigérateur. L’arrière, dont la hauteur culmine à 1,80 m, se termine par un hayon vertical encadré par des feux verticaux. La ligne, trop haute et carrée, contraste aussi avec les roues dont les dimensions sont réduites » . Pour Michel Holtz (Caradisiac), l'arrière qui était plutôt réussi sur la Mercedes Classe A est ici « sacrifié » à cause du hayon très vertical.

## Dans la culture populaire
Le Vaneo apparaît dans plusieurs films et séries notamment d'origine allemande.
Il est utilisé dans quelques séries, notamment dans l'épisode 1 de la saison 1 de la série Familie Dr. Kleist où il est piloté par l'un des personnages principaux. Le Vaneo est également fréquemment utilisé en version taxi, dans des films allemands tels que Die Dienstagsfrauen ou Mogelpackung Mann.
Il est visible aussi dans l'émission télévisée sur l'automobile allemande Der Checker, où il est testé.

### Ouvrages récurrents
- Daimler-Chrysler AG, Le Vaneo. Parce que chaque jour est différent., (Documentation commerciale), 2004.

1. 1 2 3  Le Vaneo 2004.
2. 1 2 3 4  Le Vaneo 2004, p. 36 et 37.
3. 1 2  Le Vaneo 2004, p. 26 à 29.
4. ↑  Le Vaneo 2004, p. 10 à 25.
5. 1 2  Le Vaneo 2004, p. 37.
6. ↑  Le Vaneo 2004, p. 38.
7. ↑  Le Vaneo 2004, p. 39.
8. 1 2  Le Vaneo 2004, p. 42.
9. ↑  Le Vaneo 2004, p. 30 et 31.
10. ↑  Le Vaneo 2004, p. 38 et 39.
11. 1 2  Le Vaneo 2004, p. 34.